# Jurnee Smollett
Jurnee Smollett, ou Jurnee Smollett-Bell durant son mariage, est une actrice américaine, née le 1er octobre 1986 à New York.
Elle commence sa carrière, dès son plus jeune âge, et enchaîne les apparitions à la télévision, dans les années 1990 : Notamment un rôle récurrent dans Cosby (1998-1999), qui lui permet de remporter deux NAACP Image Awards de la meilleure actrice.
Elle reçoit les éloges de la critique grâce à son interprétation dans le film dramatique indépendant Le Secret du Bayou (1997).
Dans les années 2000, elle décroche des seconds rôles au cinéma dans des productions comme les comédies Une blonde en cavale (2000) et La Fièvre du roller (2005), le film d'action Rédemption (2006) et le film biographique de et avec Denzel Washington, The Great Debaters (2007), qui lui vaut son troisième Image Award.
Parallèlement, elle continue d'intervenir à la télévision et on la retrouve notamment dans la série Friday Night Lights (2009-2011). Dans les années 2010, après avoir joué dans The Defenders, Parenthood et True Blood, elle est principalement connue pour son rôle de Rosalee, dans la série de la chaine WGN, Underground. Puis, elle intègre l'univers cinématographique DC pour interpréter le personnage de Black Canary.
Elle est la sœur de l'acteur et chanteur Jussie Smollett, mondialement connu pour son apparition dans la série Empire.

## Biographie

### Enfance
Jurnee Diana Smollett est membre de la fratrie Smollett. Son père est juif (d'une famille de la Pologne et de la Russie) et sa mère est afro-américaine.
C'est la sœur de Jojo, Jazz, Jussie, Jake et Jocqui Smollett.

### Débuts précoces et révélation
Alors qu'elle est encore enfant, Jurnee Smollett commence sa carrière en apparaissant à la télévision dans des séries télévisées installées et populaires. En 1992, elle joue dans quatre épisodes de Cooper et nous et intervient dans la sitcom Martin, popularisée par Martin Lawrence.
De 1992 à 1994, elle joue dans une dizaine d'épisodes de la série familiale La Fête à la maison.
En 1994, elle joue dans la sitcom comique Seuls au monde, aux côtés de ses frères et sœurs. Bien qu'éphémère, ce show lui permet de décrocher sa première citation pour le Young Artist Awards de la meilleure interprétation par une jeune actrice.
En 1996, elle doit sa première apparition au cinéma au réalisateur Francis Ford Coppola qui l'engage pour sa comédie Jack avec Robin Williams dans le rôle principal.
En 1997, elle joue dans l'acclamé drame indépendant Eve's Bayou, porté par Samuel L. Jackson. Son interprétation est saluée et lui permet de décrocher, entre autres, le Critics' Choice Movie Awards de la meilleure interprétation par une jeune actrice.
L'année suivante, elle rejoint la série Cosby, qui lui permet de remporter deux NAACP Image Awards de la meilleure actrice.
En 1999, elle joue le rôle principal du téléfilm Disney remarqué, Selma, Lord, Selma et décroche une citation pour un Black Reel Awards.

### Rôles réguliers à la télévision et cinéma
En 2000, Jurnee Smollett seconde Sharon Stone et Billy Connolly dans la comédie dramatique Une blonde en cavale.
L'année d'après, elle interprète la fille d'Angela Bassett dans le téléfilm dramatique L'amour n'a pas de couleur qui est plébiscité par la critique.
Il s'ensuit de multiples interventions sur le petit écran : La Vie avant tout, Urgences, Dr House... Au cinéma, elle retrouve Meagan Good pour la comédie de Malcolm D. Lee, La Fièvre du roller, en 2005.
En 2006, elle intervient dans le film d'action Rédemption porté par Dwayne Johnson, qui rencontre un certain succès.
En 2007, sa prestation dans le drame salué, de et avec Denzel Washington, The Great Debaters, lui permet de remporter son troisième trophée de la meilleure actrice lors des NAACP Image Awards.
Elle joue ensuite dans deux épisodes du drama médical populaire Grey's Anatomy et son interprétation lui vaut une citation pour le Gold Derby Awards de la meilleure actrice invitée dans une série télévisée dramatique.
De 2009 à 2011, elle joue un rôle régulier dans la série dramatique Friday Night Lights, qui lui permet d'obtenir, à nouveau, quelques citations comme meilleure actrice.
Entre-temps, accompagnée de Jerry O'Connell, elle porte l'éphémère série dramatique et juridique The Defenders.

### Diversification
Entre 2013 et 2014, Jurnee Smollett décroche deux rôles récurrents : D'abord pour un arc narratif de sept épisodes de la cinquième saison de la série comique et dramatique Parenthood, puis des interventions régulières dans la série fantastique True Blood.
Au cinéma, elle participe au succès du thriller Tentation : Confessions d'une femme mariée réalisé par Tyler Perry, aux côtés, notamment, de Vanessa Williams, Kim Kardashian et Brandy Norwood.
En 2016, elle intervient dans l'émission de télévision Smollett Eats, produit et joué par les membres de sa famille. La même année, elle signe pour un second rôle dans le drame biographique Hands of Stone avec Robert De Niro, Usher et Édgar Ramírez.
Elle est ensuite choisie pour incarner le personnage principal de la série dramatique Underground. Elle incarne Rosalee, une timide esclave de maison, travaillant sur une plantation, en 1857. Ce retour télévisuel s'avère payant et il est validé par la critique. L'interprétation de l'actrice est notamment plébiscitée, elle est citée pour l'Image Award et le Black Reel Awards de la meilleure actrice dans une série télévisée dramatique, en 2017.
Après une rude sélection, elle est choisie par Warner Bros, pour incarner Black Canary dans l'univers cinématographique DC. Son personnage fait son entrée dans le blockbuster au casting principal féminin, Birds of Prey qui est centré sur le personnage d'Harley Quinn, intronisé dans Suicide Squad sous les traits de Margot Robbie. Le tournage débute en 2019 pour une sortie prévue début 2020,,,.

### Vie privée
D'octobre 2010 à mars 2020, Jurnee Smollett est mariée avec Josiah Bell. Le couple a eu un enfant, un fils nommé Hunter Zion Bell, né le 31 octobre 2016.

## Filmographie

### Longs métrages
- 1996 : Jack de Francis Ford Coppola : Phoebe
- 1997 : Le Secret du bayou (Eve's Bayou) de Kasi Lemmons : Eve Batiste
- 2000 : Une blonde en cavale (Beautiful Joe) de Stephen Metcalfe (en) : Vivien
- 2005 : La Fièvre du roller (Roll Bounce) de Malcolm D. Lee : Tori
- 2006 : Rédemption (Redemption) de Phil Joanou : Danyelle Rollins
- 2007 : The Great Debaters de Denzel Washington : Samantha Booke
- 2013 : Tentation : Confessions d'une femme mariée (Temptation: Confessions of a Marriage Counselor) de Tyler Perry : Judith
- 2016 : Hands of Stone de Jonathan Jakubowicz : Juanita Leonard
- 2017 : Audrey's Run d'Emily Abt : Sonia
- 2018 : One Last Thing de Tim Rouhana : Lucy
- 2020 : Birds of Prey de Cathy Yan : Dinah Laurel Lance / Black Canary
- 2022 : Spiderhead de Joseph Kosinski : Rachel
- 2022 : Lou d'Anna Foerster : Hannah
- 2023 : Death Business (The Burial) de Maggie Betts
- 2024 : The Order de Justin Kurzel : Joanne Carney

### Courts métrages
- 1991 : Sunday in Paris de Hugh Wilson : Alison Chase
- 2012 : Captain Planet 4 de Nick Corirossi et Charles Ingram : Gaia

### Téléfilms
- 1999 : Selma, Lord, Selma de Charles Burnett : Sheyann Webb
- 2001 : L'amour n'a pas de couleur (Ruby's Bucket of Blood) de Peter Werner : Emerald Delacroix
- 2012 : Bad Girls de John Dahl : Gwen Delfino

### Séries télévisées
- 1992 : Out All Night : Laquita (1 épisode)
- 1992 : Cooper et nous : Denise Fratzer (4 épisodes)
- 1992 : Martin : Une petite fille (1 épisode)
- 1992-1994 : La Fête à la maison : Denise Fratzer (13 épisodes)
- 1994 : Seuls au monde (« On Our Own ») : Jordee Jerrico (20 épisodes)
- 1996 : New York Police Blues : Hanna (1 épisode)
- 1998-1999 : Cosby : Jurnee (8 épisodes)
- 1999 : Happily Ever After: Fairy Tales for Every Child : Ali Baba (voix, 1 épisode)
- 2002 : La Vie avant tout : rôle non communiqué (1 épisode)
- 2002 : Urgences : Romy (1 épisode)
- 2003 : Wanda at Large : Holly Hawkins (4 épisodes)
- 2006 : Dr House : Tracy (saison 3, 1 épisode)
- 2008 : Grey's Anatomy : Beth Monroe (saison 4, épisodes 16 et 17)
- 2009-2011 : Friday Night Lights : Jess Merriweather (saison 4 et 5, 26 épisodes)
- 2010-2011 : The Defenders : Lisa Tyler (18 épisodes)
- 2012-2013 : The Mob Doctor : Traci Coolidge (2 épisodes)
- 2013 : Do No Harm : Abby Young (2 épisodes)
- 2013 : Parenthood : Heather Hall (7 épisodes)
- 2013-2014 : True Blood, saison 6 : Nicole (saison 6 et 7, 19 épisodes)
- 2016 : Smollett Eats (émission de télévision) : elle-même (7 épisodes, également productrice exécutive)
- 2016-2017 : Underground : Rosalee (rôle principal - 20 épisodes)
- 2017-2018 : Princesse Sofia : Chrysta (voix, 8 épisodes)
- 2020 : Lovecraft Country : Letitia Dandridge (rôle principal)
- 2020 : The Twilight Zone : La Quatrième Dimension : Jasmine (saison 2 épisode 4)
- 2025 : Smoke : Michell Calderon

## Distinctions
Sauf indication contraire, les informations mentionnées dans cette section peuvent être confirmées par la base de données cinématographiques IMDb,  présente dans la section « Liens externes ».

### Récompenses
- 1997 : San Diego Film Critics Society Awards de la meilleure actrice dans un second rôle dans un drame pour Le Secret du bayou (Eve's Bayou)  (1997).
- 3e cérémonie des Critics' Choice Movie Awards 1998 : Meilleure performance d'enfant dans un drame pour Le Secret du bayou (Eve's Bayou)  (1997).
- 1999 : NAACP Image Awards de la meilleure jeune actrice dans une série télévisée dramatique pour Cosby (1998-1999).
- 2000 : NAACP Image Awards de la meilleure jeune actrice dans une série télévisée dramatique pour Cosby (1998-1999).
- Essence Black Women in Hollywood 2008 : Lauréat du Prix d'honneur.
- 2008 : NAACP Image Awards de la meilleure actrice dans un drame biographique pour The Great Debaters  (2008).
- 2020 : Pena de Prata de la meilleure actrice dans une série télévisée dramatique pour Lovecraft Country (2020).
- 2021 : AAFCA TV Honors de la meilleure actrice dans une série télévisée dramatique pour Lovecraft Country (2020).
- 2021 : Critics' Choice Super Awards de la meilleure actrice dans une série télévisée dramatique pour Lovecraft Country (2020).
- 2021 : Black Reel Awards for Television Awards de la meilleure actrice dans une série télévisée dramatique pour Lovecraft Country (2020).

### Nominations
- 1995 : Young Artist Awards de la meilleure interprétation par une jeune actrice dans une série télévisée comique dans  Seuls au monde (« On Our Own ») (1994).
- 10e cérémonie des Chicago Film Critics Association Awards 1998 : Actrice la plus prometteuse dans un drame pour Le Secret du bayou (Eve's Bayou)  (1997).
- 1998 : NAACP Image Awards de la meilleure jeune actrice dans un drame pour Le Secret du bayou (Eve's Bayou)  (1997).
- 1998 : Young Artist Awards de la meilleure interprétation par une jeune actrice dans un drame pour Le Secret du bayou (Eve's Bayou)  (1997).
- 1998 : YoungStar Awards de la meilleure interprétation par une jeune actrice dans un drame pour Le Secret du bayou (Eve's Bayou)  (1997).
- 2000 : Black Reel Awards de la meilleure actrice dans un téléfilm pour Selma, Lord, Selma  (1999).
- 2002 : Black Reel Awards de la meilleure actrice dans un second rôle pour L'amour n'a pas de couleur  (2001).
- 2008 : Gold Derby Awards de la meilleure actrice invitée dans une série télévisée dramatique pour Grey's Anatomy  (2008).
- 2008 : Teen Choice Awards de la meilleure révélation féminine dans un drame biographique pour The Great Debaters  (2008).
- 2010 : Gold Derby Awards de la meilleure distribution de l'année dans une série télévisée comique pour Friday Night Lights  (2009-2011) partagée avec Connie Britton, Dora Madison, Kyle Chandler, Zach Gilford, Michael B. Jordan, Taylor Kitsch, Matt Lauria, Brad Leland, Jesse Plemons, Jeremy Sumpter et Aimee Teegarden.
- 2010 : NAACP Image Awards de la meilleure actrice dans un second rôle dans une série télévisée comique pour Friday Night Lights  (2009-2011).
- 2011 : International Online Cinema Awards de la meilleure actrice dans un second rôle dans une série télévisée comique pour Friday Night Lights  (2009-2011).
- 2017 : Black Reel Awards de la meilleure actrice dans une série télévisée dramatique pour Underground (2016-2017).
- 2017 : NAACP Image Awards de la meilleure actrice dans une série télévisée dramatique pour Underground (2016-2017).
- 2018 : NAACP Image Awards de la meilleure actrice dans une série télévisée dramatique pour Underground (2016-2017).
- 2021 : Critics Choice Awards de la meilleure actrice dans une série télévisée dramatique pour Lovecraft Country (2020).
- 2021 : Critics' Choice Super Awards de la meilleure actrice dans une série télévisée dramatique pour Lovecraft Country (2020).
- 11e cérémonie des Cr1tics' Choice Teleision Awards 2021 : Critics' choice television award de la meilleure actrice dans une série télévisée dramatique pour Lovecraft Country (2020).
- 2021 : Gold Derby Awards de la meilleure actrice dans une série télévisée dramatique pour Lovecraft Country (2020).
- 2021 : Hollywood Critics Association Television Awards de la meilleure actrice dans une série télévisée dramatique pour Lovecraft Country (2020).
- 2021 : International Online Cinema Awards de la meilleure actrice dans une série télévisée dramatique pour Lovecraft Country (2020).
- 2021 : NAACP Image Awards de la meilleure actrice dans une série télévisée dramatique pour Lovecraft Country (2020).
- 2021 : MTV Movie + TV Awards du meilleur combat dans une comédie d'action pour Birds of Prey (2020) partagée avec Margot Robbie, Rosie Perez et Mary Elizabeth Winstead.
- 2021 : MTV Movie + TV Awards de la meilleure performance effrayante dans une série télévisée dramatique pour Lovecraft Country (2020).
- 2021 : NAMIC Vision Awards de la meilleure performance dans une série télévisée dramatique pour Lovecraft Country (2020).
- 2021 : NAACP Image Awards de la meilleure actrice dans une série télévisée dramatique pour Lovecraft Country (2020).
- 2021 : Online Film & Television Association Awards de la meilleure actrice dans une série télévisée dramatique pour Lovecraft Country (2020).
- 73e cérémonie des Primetime Emmy Awards 2021 : Meilleure actrice dans une série télévisée dramatique pour Lovecraft Country (2020).
- 27e cérémonie des Screen Actors Guild Awards 2021 : Meilleure distribution pour une série dramatique pour Lovecraft Country (2020) partagée avec Jamie Chung, Aunjanue Ellis-Taylor, Jada Harris, Abbey Lee, Jonathan Majors, Wunmi Mosaku, Jordan Patrick Smith et Michael Kenneth Williams.
- 46e cérémonie des Saturn Awards 2021 : Meilleure actrice dans un second rôle dans une comédie d'action pour Birds of Prey (2020) pour le rôle de Dinah Laurel Lance / Black Canary.